# Gerzac
Gersat (en francès Gerzat) és un municipi francès situat al departament del Puèi Domat i a la regió d'Alvèrnia-Roine-Alps. L'any 2007 tenia 10.030 habitants.

## Demografia

### Població
El 2007 la població de fet de Gerzat era de 10.030 persones. Hi havia 3.944 famílies de les quals 1.036 eren unipersonals (369 homes vivint sols i 667 dones vivint soles), 1.167 parelles sense fills, 1.348 parelles amb fills i 393 famílies monoparentals amb fills.
La població ha evolucionat segons el següent gràfic:
Habitants censats

### Habitatges
El 2007 hi havia 4.134 habitatges, 4.001 eren l'habitatge principal de la família, 16 eren segones residències i 117 estaven desocupats. 2.842 eren cases i 1.283 eren apartaments. Dels 4.001 habitatges principals, 2.521 estaven ocupats pels seus propietaris, 1.411 estaven llogats i ocupats pels llogaters i 69 estaven cedits a títol gratuït; 31 tenien una cambra, 245 en tenien dues, 603 en tenien tres, 1.614 en tenien quatre i 1.508 en tenien cinc o més. 2.902 habitatges disposaven pel capbaix d'una plaça de pàrquing. A 1.852 habitatges hi havia un automòbil i a 1.680 n'hi havia dos o més.

### Piràmide de població
La piràmide de població per edats i sexe el 2009 era:
| Homes | Edats   | Dones |
| ----- | ------- | ----- |
| 0     | 95 o +  | 1     |
| 5     | 90 a 94 | 10    |
| 14    | 85 a 89 | 29    |
| 31    | 80 a 84 | 49    |
| 83    | 75 a 79 | 118   |
| 139   | 70 a 74 | 163   |
| 155   | 65 a 69 | 198   |
| 241   | 60 a 64 | 246   |
| 297   | 55 a 59 | 278   |
| 419   | 50 a 54 | 415   |
| 320   | 45 a 49 | 374   |
| 334   | 40 a 44 | 371   |
| 294   | 35 a 39 | 300   |
| 322   | 30 a 34 | 335   |
| 305   | 25 a 29 | 292   |
| 339   | 20 a 24 | 323   |
| 383   | 15 a 19 | 428   |
| 373   | 10 a 14 | 323   |
| 311   | 5 a 9   | 259   |
| 208   | 0 a 4   | 190   |

## Economia
El 2007 la població en edat de treballar era de 6.806 persones, 4.806 eren actives i 2.000 eren inactives. De les 4.806 persones actives 4.320 estaven ocupades (2.287 homes i 2.033 dones) i 486 estaven aturades (219 homes i 267 dones). De les 2.000 persones inactives 649 estaven jubilades, 662 estaven estudiant i 689 estaven classificades com a «altres inactius».

### Ingressos
El 2009 a Gerzat hi havia 4.074 unitats fiscals que integraven 9.982,5 persones, la mediana anual d'ingressos fiscals per persona era de 17.449 €.

### Activitats econòmiques
Dels 420 establiments que hi havia el 2007, 5 eren d'empreses extractives, 9 d'empreses alimentàries, 2 d'empreses de fabricació de material elèctric, 2 d'empreses de fabricació d'elements pel transport, 25 d'empreses de fabricació d'altres productes industrials, 63 d'empreses de construcció, 86 d'empreses de comerç i reparació d'automòbils, 54 d'empreses de transport, 26 d'empreses d'hostatgeria i restauració, 4 d'empreses d'informació i comunicació, 15 d'empreses financeres, 17 d'empreses immobiliàries, 43 d'empreses de serveis, 41 d'entitats de l'administració pública i 28 d'empreses classificades com a «altres activitats de serveis».
Dels 110 establiments de servei als particulars que hi havia el 2009, 1 era una comissaria de policia, 1 oficina de correu, 5 oficines bancàries, 11 tallers de reparació d'automòbils i de material agrícola, 2 tallers d'inspecció tècnica de vehicles, 1 establiment de lloguer de cotxes, 4 autoescoles, 16 paletes, 12 guixaires pintors, 8 fusteries, 6 lampisteries, 9 electricistes, 3 empreses de construcció, 10 perruqueries, 1 veterinari, 1 agència de treball temporal, 13 restaurants, 2 agències immobiliàries, 3 tintoreries i 1 saló de bellesa.
Dels 32 establiments comercials que hi havia el 2009, 4 eren supermercats, 2 grans superfícies de material de bricolatge, 2 botiges de menys de 120 m², 7 fleques, 3 carnisseries, 3 llibreries, 2 botigues de roba, 1 una botiga d'equipament de la llar, 2 botigues d'electrodomèstics, 1 una botiga de mobles, 1 una perfumeria i 4 floristeries.
L'any 2000 a Gerzat hi havia 25 explotacions agrícoles que ocupaven un total de 817 hectàrees.

## Equipaments sanitaris i escolars
Els 4 equipaments sanitaris que hi havia el 2009 eren farmàcies.
El 2009 hi havia 3 escoles maternals i 3 escoles elementals. Gerzat disposava d'un col·legi d'educació secundària amb 641 alumnes.

## Poblacions més properes
El següent diagrama mostra les poblacions més properes.